# Matthew Brown
Pour les articles homonymes, voir Brown.
Matthew Brown (né le 8 août 1982 à Bellevue (Washington)) est un joueur de baseball américain. Lors des Jeux olympiques d'été de 2008 à Pékin, il remporte la médaille de bronze.

## Palmarès
- Médaille de bronze aux Jeux olympiques de Pékin en 2008